# 张九南
張九南（1993年7月20日—），本名張劍宇，字“九南”。

## 经历
張九南于2012年入科，2013年9月4日，随“九”字科第一批拜师成为“頭九”成员，和搭檔高九成同為德云六队演員。
2022年1月和3月，张九南前妻爆料曾遭张九南家暴以及张九南婚内出轨。2022年7月21日，北京市文旅局約談德云社进行约谈，張九南將停演至2022年12月31日。

## 演出相關

#### 常駐综艺
| 首播日期 | 首播日期         | 電視臺   | 節目名稱             | 備註 |
| 2021年   | 2月13日-15日     | 天津衛視 | 《青春德雲社》       |      |
| 2021年   | 8月20日-10月24日 | 騰訊視頻 | 《德云鬥笑社第二季》 |      |
| 2021年   | 12月24日-        | 天津衛視 | 《青春守藝人》       |      |

#### 相聲作品
| 作品         | 表演者         | 備註                                   |
| 定场诗       | 張九南         |                                        |
| 绕口令       | 張九南         |                                        |
| 《全城热恋》 | 張九南、高九成 | 德云社张鹤伦相声演出北京站             |
| 《打灯谜》   | 張九南、高九成 | 德云社爱岳之城岳云鹏相声专场乌鲁木齐站 |

## 外部連結
- 张九南的新浪微博

| 从师   | 辈分   | 收徒 |
| 郭德綱 | 第九代 | —    |